# ميخائيل جاكسون (مغني)
ميخائيل جاكسون (بالإنجليزية: Michael Jackson)‏ هو مغني بريطاني، ولد في 1964.

## وصلات خارجية
- ميخائيل جاكسون على موقع ميوزك برينز (الإنجليزية)